# Durazzói Margit magyar királyné
Durazzói Margit (olaszul: Margherita di Durazzo; Nápoly, 1347. július 28. – Acquamela, 1412. augusztus 6.), a Capeting–Anjou-házból származó durazzói hercegnő, Anjou Károly herceg és Calabriai Mária leánya, III. Károly nápolyi és magyar királlyal kötött házassága révén nápolyi, magyar és horvát királyné, majd hitvese meggyilkolását követően a Nápolyi Királyság régense. II. Johanna nápolyi királynő és László magyar trónkövetelő édesanyja.

## Élete
Édesapja I. (Anjou) Károly (1323–1348) durazzói herceg, János (1294–1336) durazzói herceg és Périgord Ágnes grófnő fia. Apai dédszülei II. Károly nápolyi király és Árpád-házi Mária, V. István magyar király leánya.
Édesanyja Anjou Mária (1329-1366) nápolyi hercegnő, I. Johanna nápolyi királynő húga, Károly (1298-1328) calabriai herceg és Valois Mária (1309-1332) francia hercegnő utószölött leánya.
Margit apját Nagy Lajos végeztette ki, mivel bűnösnek hitte őt öccse, a nápolyi trónra szánt András herceg meggyilkolásában.
Férje 1381-ben a gyermektelen Johanna királynő halála után a nápolyi koronát örökölte, majd Nagy Lajos halála után, 1385-ben a Mária királynővel és anyjával, Erzsébet özvegy királynéval szemben álló Horváti-párt a magyar trónra is meghívta. 1385 végén királlyá koronázták, az özvegy királyné azonban 1386 februárjában meggyilkoltatta. A Horváti-párt ekkor Károly fiát, a kilencéves László herceget ismerte el királynak, aki helyett kiskorúsága idején, 1385 és 1390 között anyja, az özvegyen maradt Margit királyné kormányozta régensként a Nápolyi Királyságot. Ragaszkodott ahhoz, hogy férje halálát annak magyar támogatói megtorolják, amely rövidesen meg is valósult, ugyanis a Károly meggyilkolása miatt kirobbant délvidéki lázadás lecsillapítására indult Máriát és Erzsébetet a Horvátiak elfogták és Novigrád várába vitték, ahol az anyakirálynét 1387 januárjában Horváti Pál parancsára megfojtották. Ugyanerre a sorsra jutott Károly gyilkosa, Forgách Balázs pohárnokmester is, akinek fejét – meggyilkolását bizonyítandó – elküldték Nápolyba Margit királynénak.
1390-ben átadta a kormányt fiának, László hercegnek, és Salernóba vonult vissza. Később Acquamelában élt, ott halt meg 1412. augusztus 6-án. Hívő katolikus asszony volt, és utolsó éveiben a ferences harmadrendbe lépett. Végakaratának megfelelően a salernói székesegyházban temették el. Fia mindössze két évvel élte őt túl, akitől egy házasságon kívüli unokája, Rinaldo di Durazzo maradt. 1414-ben a nápolyi trónt leánya, Johanna hercegnő örökölte.

## Gyermekei
Margit 1369 februárjában feleségül ment unokatestvéréhez Károly durazzói herceghez. Házasságukból három gyermek született:
- Mária (1369 november/december – 1371) kisgyermekként meghalt
- II. Johanna nápolyi királynő (1373. június 23. – 1435. február 2.)
- László (1377. február 11. – 1414. augusztus 6.) a későbbi László nápolyi király